# Satoru Nishizono
Satoru Nishizono (西園悟?, Nishizono Satoru; Kagoshima, 28 aprile 1962) è uno scrittore e sceneggiatore giapponese, conosciuto per aver scritto la sceneggiatura di anime come Welcome to the NHK e Digimon Adventure.

## Biografia
Ha studiato legge alla Waseda University e dopo un breve periodo di lavoro in un istituto scolastico ha iniziato la carriera di sceneggiatore per serie anime tra le quali Bonobono e le già citate Welcome to the NHK e Digimon Adventure.

## Opere principali

### Anime
- Bonobono, serie TV, 1995-1996
- Rekka no honō (Flame of Recca), serie TV, 1997
- Moero!! Robocon, serie TV, 1999
- Digimon (Digimon Adventure), serie TV, 1999-2000
- Shiawase-sô no Okojo-san, serie TV, 2001-2002
- .hack//Tasogare no udewa densetsu (.hack//Legend of the Twilight Bracelet), serie TV trasposta dal manga, 2003
- UG Arutimetto Gâru: Ultimate Girls (Ultimate Girls), serie TV, 2005
- N.H.K ni yôkoso! (Welcome to the NHK), serie TV, 2006
- Eru kazado: El cazador de la bruja (El cazador), serie TV, 2007
- To aru majutsu no indekkusu (A Certain Magical Index), serie TV, 2008-2009
- Needless, serie TV, 2009